# Plouër-sur-Rance
Plouër-sur-Rance è un comune francese di 3 455 abitanti situato nel dipartimento delle Côtes-d'Armor nella regione della Bretagna.

## Società

### Evoluzione demografica
Abitanti censiti